# Simko Schikak

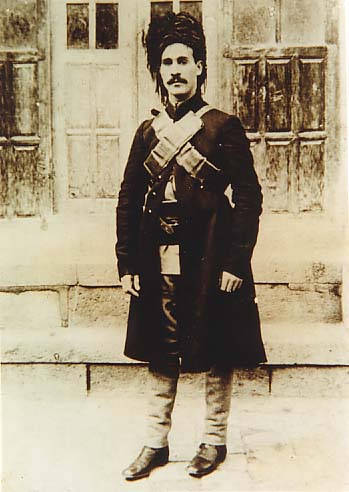
Simko Schikak

Simko Schikak (kurdisch Simkoyê Şikak, persisch سمكو آغا شكاك, DMG Simko Aġā Šikāk, auch Ismail Simitqu; * 1887 in Cahriq bei Urmia; † 30. Juni 1930 in Oschnaviyeh) war ein kurdischer Nationalist und Stammesführer der Schikak. Simko beherrschte von 1919 bis 1920 das Gebiet um Urmia. Er organisierte Aufstände gegen die persische Zentralregierung in Teheran mit dem Ziel, einen eigenen kurdischen Staat zu errichten. 1930 wurde er jedoch unter dem Vorwand von Verhandlungen mit der Regierung in einen Hinterhalt gelockt und ermordet.

## Leben
Simko kam 1887 in der Festung Cahriq (auch als Chihriq bekannt) in Nähe des Flusses Baranduz in der Region um Urmia zur Welt. Seine Familie war eine der bekanntesten und politisch bedeutendsten Familien in Persien während der Zeit der Kadscharen. Mehrere seiner Vorfahren waren anerkannte und respektierte Gefolgsleute der Herrscher in Persien. Einige wurden jedoch auch aus politischen Gründen durch die jeweiligen Herrscher beseitigt. Als Simko Stammesführer wurde, plante die persische Zentralregierung auch seine Beseitigung. 1919 sandte der Gouverneur der Provinz Aserbaidschan Simko eine als Geschenk getarnte Bombe. Simko entging diesem Anschlag. Aufgrund dieses Ereignisses widmete er den Rest seines Lebens dem Widerstand gegen die persische Zentralregierung.

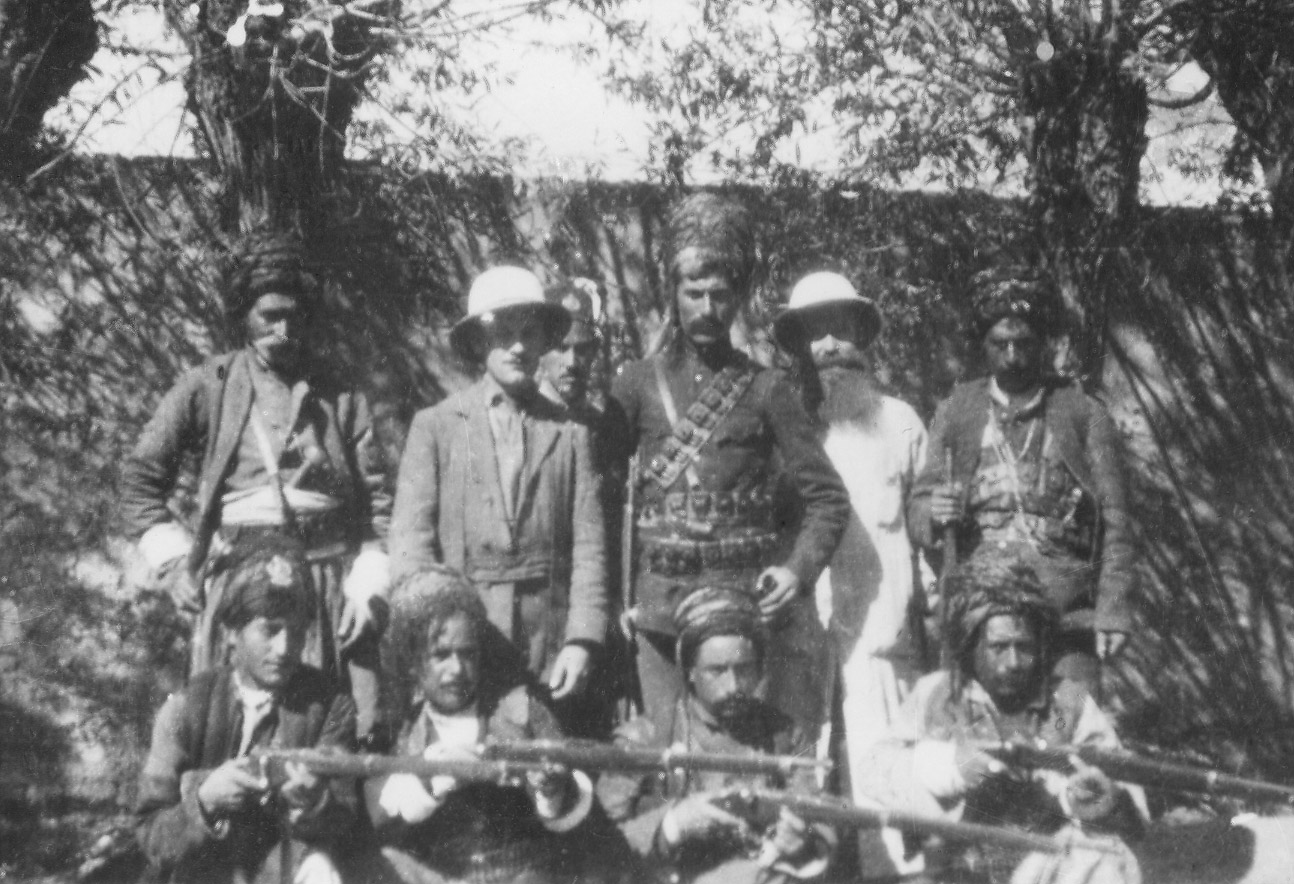
Simko (Hintere Reihe Mitte) mit Dr. Wilder P. Ellis zu seiner linken und Dr. William A. Shedd zu rechten. (1916)

Simko pflegte Kontakte zu anderen politisch-aktiven, nationalistischen Kurden, wie bspw. einem Sohn Bedirxan Begs Abdurrazaq Bedirxan und Seyyed Taha Gilani, der ein Enkel des Scheich Ubeydallah Nehris war. Seyyed Taha Gilani propagierte den Zusammenschluss der Kurden aus Persien und dem Osmanischen Reich/der Türkei unter einem gemeinsamen kurdischen Staat. Simko selbst heiratete eine Schwester von Seyyed Tahas Gilani.
Im Sommer 1918 hatte Simko – bedingt durch die Endphase des Ersten Weltkriegs und dem damit verbundenen Abzug russischer Militäreinheiten entstandene Machtvakuum  – das Gebiet westlich des Urmiasees unter seine Kontrolle gebracht. Ab 1919 konnte er mit seinen Freischärlern mehrere Städte der Umgebung unter seine Kontrolle bringen. Urmia wurde sein Hauptquartier, wo einer seiner Verwandten als Gouverneur eingesetzt wurde. Später fielen die Städte Mahabad, Choy, Miandoab, Maku und Piranschahr in einer Reihe von Kämpfen unter die Herrschaft Simkos. 1921 eroberte Simko die Stadt Maragha unter ermunterte die Luren ebenfalls zum Aufstand gegen den Schah. Da die militärische Lage zu seinen Gunsten lag, bot die Regierung in Teheran ihm eine begrenzte kurdische Autonomie an. Simko eroberte 1922 noch die Städte Baneh und Sardasht.
1918 flohen viele assyrische Christen aus dem niedergehenden osmanischen Reich nach Persien. Mar Benjamin Schimun konnte sich mit etwa 3500 Assyrern bei Choy niederlassen. Kurze Zeit später wurden die Anhänger von Schimun von osmanischen Truppen gestellt und umgebracht. Schimun floh und wurde auf Befehl Simkos in der Stadt Kuhnaschahir hingerichtet. Seine Leiche wurde geschändet und in einer Parade durch die Straßen getragen, bis Tage später die Leiche von Assyrern abgeholt und begraben wurde.
Simko plante die kurdische Kultur zu festigen und eröffnete in Choy eine kurdische Schule. Außerdem gab er 1912 mit Abdulrazzaq Bedirxan, der 1918 durch die osmanische Regierung hingerichtet wurde, ein monatliches Magazin namens Kurdistan heraus. Kulturelle Aktivitäten wurden vornehmlich von der Organisation Gîhandanî (Zur Hilfe eilen), die 1912 in Choy gegründet wurde, veranstaltet. Von 1919 bis 1922 erschien auch die Zeitung Roja Kurd, das offizielle Presseorgan der kurdischen Regierung in Urmia. Herausgeber war Muhammad Turjanizade.
Simkos militärische Vorherrschaft in der Region wurde 1922 vom persischen Heer unter Führung von Reza Khan, dem späteren Schah, bei der Stadt Salamas gebrochen. Nach dieser Niederlage konnte das persische Heer sogar den Familiensitz von Simko Chari erobern. Simko selber flüchtete mit eintausend seiner Kämpfer in den Irak, wo sie allerdings ihre Waffen abgeben mussten.
1930 erhielt Simko von einem Befehlshaber des persischen Heeres eine Einladung zu einer Unterredung in der Stadt Oschnaviyeh. Nach Beratung mit seinen Männern nahm Simko die Einladung an und begab sich nach Oschnaviyeh. Dort wurde er vom lokalen Militärchef empfangen und dieser erklärte ihm, dass ein General als Verhandlungsführer ernannt worden sei und bald eintreffen werde. Ihm wurde empfohlen in den Außenbezirken der Stadt auf die Ankunft des Generals zu erwarten. Dies stellte sich jedoch als Hinterhalt heraus und Simko wurde erschossen.